# 후안이오스카르갈베스 자동차경주장

메인 트랙

전체 트랙

후안이오스카르갈베스 자동차경주장(Autódromo Oscar y Juan Gálvez)은 1952년 후안 도밍고 페론 밑에서 건설된 아르헨티나 부에노스아이레스의 자동차 서킷이다. 나중에 아르헨티나의 경주인 형제 후안 갈베스와 오스카 알프레도 갈베스의 이름을 따서 이름이 바뀌었다.

## 이름 변화
- 1952년 – 1955년: Autódromo 17 de Octubre
- 1955년 – 1960년대 중반: Autódromo Municipal Ciudad de Buenos Aires
- 1960년대 중반 – 1989년: Autódromo Municipal del Parque Almirante Brown de la Ciudad de Buenos Aires
- 1989년 – 2008년: Autódromo Oscar Alfredo Gálvez
- 2008년 – 현재: Autódromo Oscar y Juan Gálvez

## 행사

### 주요 분류
- 포뮬러 원
- 모터사이클 그랑프리

## 콘서트 활동
- 케미컬 브라더스
- 칼 콕스
- 존 디그위드
- LCD 사운드시스템
- 데드마우스
- 다비드 게타
- 캘빈 해리스